# Sweetgrass 113
Sweetgrass 113 är ett reservat i Kanada.   Det ligger i provinsen Saskatchewan, i den centrala delen av landet, 2 500 km väster om huvudstaden Ottawa.
Trakten runt Sweetgrass 113 består till största delen av jordbruksmark. Runt Sweetgrass 113 är det mycket glesbefolkat, med 3 invånare per kvadratkilometer.